# Michael Pupin
Mihajlo Idvorski Pupin (em cirílico sérvio: Михајло Идворски Пупин), também conhecido como Michael I. Pupin (4 de outubro de 1858 — Nova Iorque, 12 de março de 1935), foi um físico e físico-químico sérvio.
Pupin foi para os Estados Unidos aos 19 anos de idade. Em 1879 começou a estudar no Columbia College (atualmente Universidade Columbia), graduando-se em 1883, tornando-se cidadão estadunidense. Obteve um doutorado em 1889 na Universidade de Berlim, orientado por Hermann von Helmholtz, com a tese Der osmotische Druck und seine Beziehung zur freien Energie. Em 1889 retornou para Nova Iorque, onde foi professor de física matemática no recém fundado Departamento de Engenharia Elétrica da Universidade Columbia.

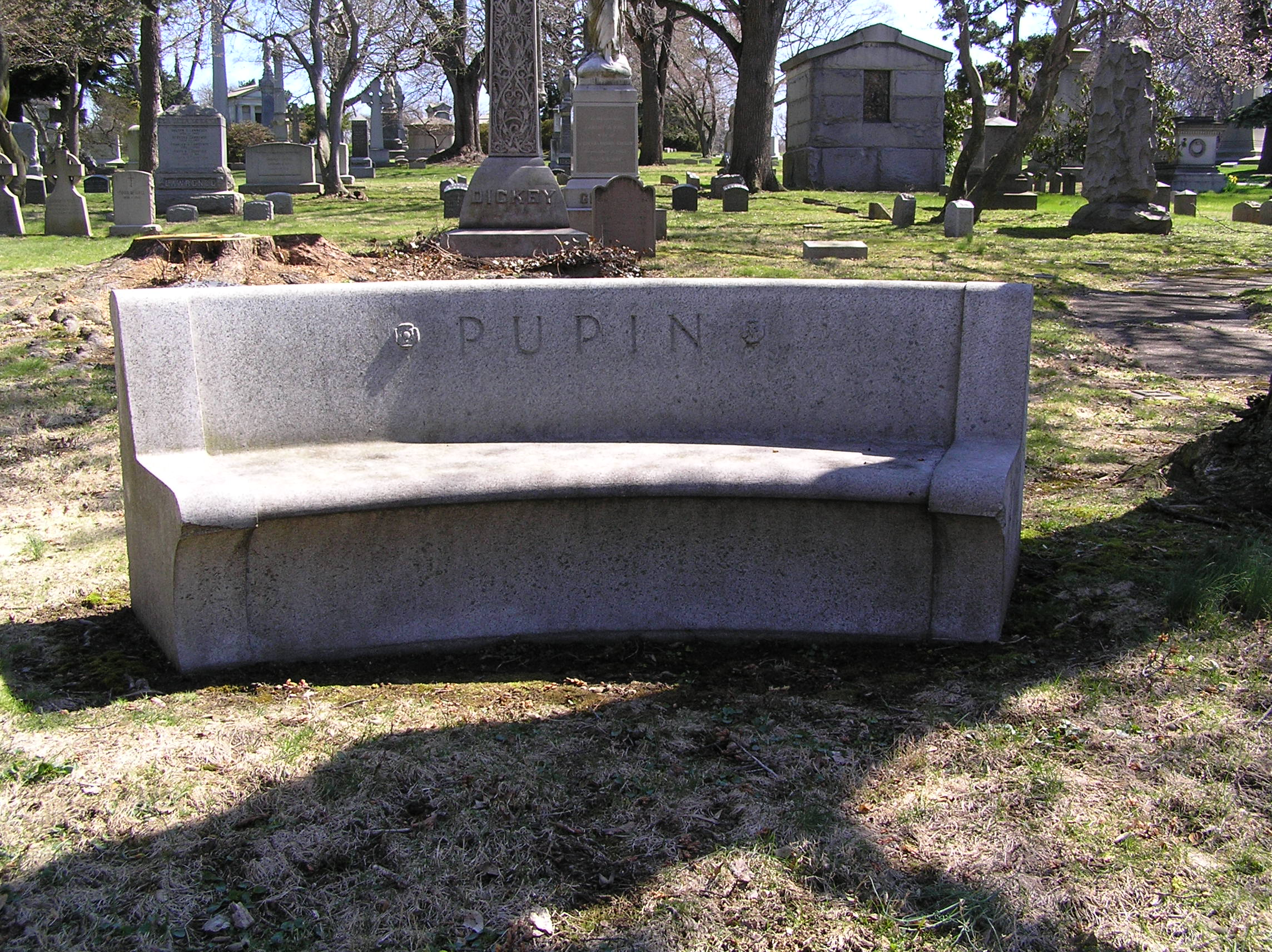
Sepultura de Michael Pupin no Cemitério de Woodlawn.

Recebeu a Medalha Edison IEEE de 1920.

## Patentes
- «US patent 0519346», Apparatus for Telegraphic or Telephonic Transmission, filed 14 Dec. 1893, issued 8 May 1894
- «US patent 519347», 1894
- «US patent 652230», Art Of Reducing Attenuation Of Electrical Waves And Apparatus Therefor, filed Dec. 14, 1899, issued 19 June 1900
- «US patent 1541845», Electrical Wave Transmission, filed Dec. 11, 1915
- «US patent 1834735», Inductive Artificial Lines, filed Feb. 24, 1928
- «US patent 1336378», Antena, granted 1920
- «US patent 1452933», Selective amplifying apparatus